# Snánnavieddjira
De Snánnavieddjira is een bergbeek die stroomt in de Zweedse  gemeente Kiruna. De beek ontvangt haar water uit het Divgameer en stroomt door de vallei Snánnaviejgiera op zo'n 750 meter boven de zeespiegel. De rivier stroomt naar het zuiden en levert haar water na 10 kilometer af aan de Rautasrivier.
Afwatering: Snánnavieddjira → Rautasrivier → Torne → Botnische Golf